# Wilcoxia painteri
Wilcoxia painteri är en tvåvingeart som beskrevs av Wilcox 1972. Wilcoxia painteri ingår i släktet Wilcoxia och familjen rovflugor. Inga underarter finns listade i Catalogue of Life.